# Lilian Tintori
Lilian Adriana Tintori Parra (sinh ngày 5 tháng 5 năm 1978) là một nhà hoạt động, vận động viên, người dẫn chương trình truyền hình và người dẫn chương trình phát thanh của Venezuela. Tintori là vợ của Leopoldo López, một chính trị gia Venezuela bị kết án vào năm 2015 với gần 14 năm tù vì "kích động bạo lực" trong các cuộc biểu tình trên đường phố năm 2014. Tintori cũng đã lãnh đạo các nhóm người chống lại chính phủ của Tổng thống Venezuela Nicolás Maduro.

## Tuổi thơ và giáo dục
Tintori được sinh ra ở Caracas, Venezuela vào ngày 5 tháng 5 năm 1978. Mẹ cô là người Venezuela và cha cô đến từ Argentina. Cô học tại Học viện Merici. Cô có bằng Cử nhân về giáo dục mầm non với chuyên ngành truyền thông chính trị tại Đại học Công giáo Andrés Bello.

## Nghề nghiệp

### Giải trí
Năm 2001, Tintori là một phần của chương trình truyền hình thực tế Robinson: La Gran Aventura. Chương trình là một thành công lớn ở Venezuela. Mặc dù Tintori không giành chiến thắng, nhưng trải nghiệm này đã giúp cô xây dựng sự nghiệp trong ngành giải trí. Tintori là một người dẫn chương trình truyền hình cho RCTV và Televen, một nhân vật radio trước đây cho La Mega, Hot 94 và Ateneo 100.7. Cuối cùng, khuôn mặt của Tintori đã được nhìn thấy trên các bảng quảng cáo ở Venezuela. The Atlantic mô tả cô là "một người nổi tiếng ở đất nước mình, nổi tiếng vì ngoại hình và sự lôi cuốn".
Tintori là nhà vô địch lướt ván diều quốc gia năm 2003 của Venezuela  và là người sáng lập Quỹ Prokite, hoạt động để cung cấp thiết bị lướt ván diều cho những người chơi diều không được ưu tiên. Tintori cũng là một đại sứ của Hiệp hội Socieven, hoạt động để nâng cao nhận thức về hoàn cảnh của người điếc và mù. Cô cũng làm việc với Quỹ BFC vì bạo lực chống lại phụ nữ và với Quỹ Nhân quyền Trẻ.

### Quyền con người

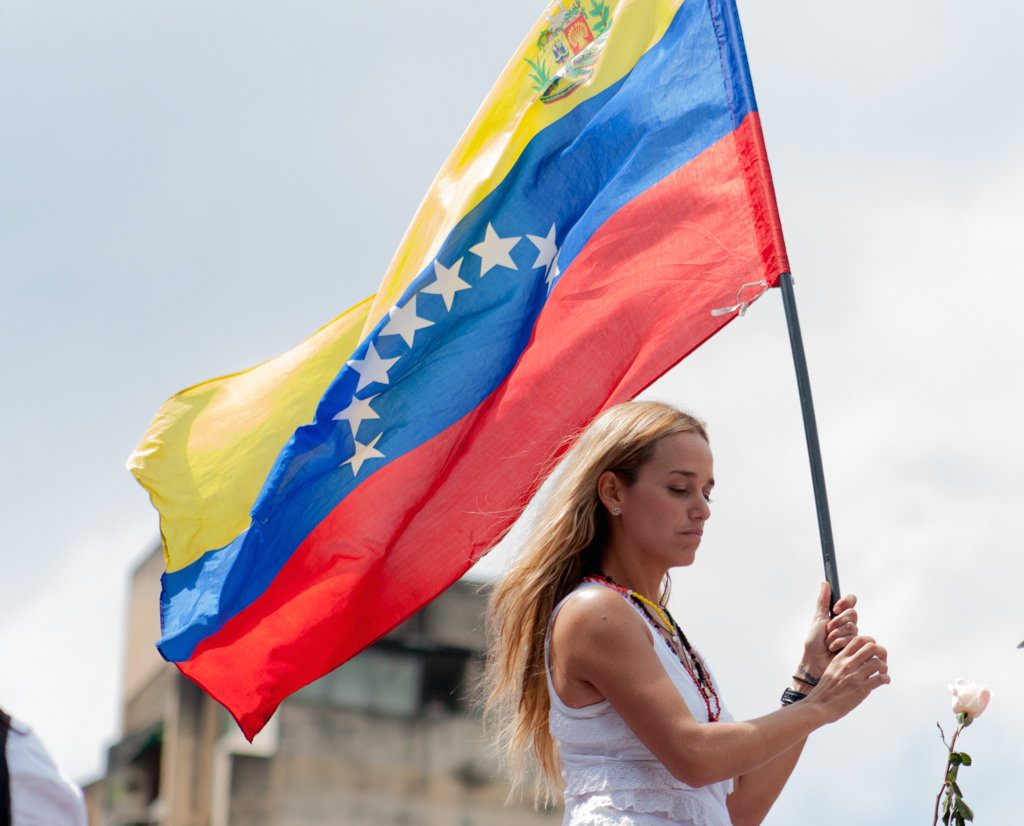
Lilian Tintori cầm cờ trong một cuộc biểu tình ở Venezuela.

Sau khi chồng của cô bị bắt trong các cuộc biểu tình ở Venezuela năm 2014, Tintori trở thành gương mặt của phong trào đối lập ở Venezuela. Trong một bản thay đổi cho tờ The Washington Post, cô đã phủ nhận sự quan tâm đến chính trị trong khi nói với The Atlantic rằng " Leopoldo là chính trị gia... Tôi là một nhà hoạt động nhân quyền, một người Venezuela, một người mẹ và một nạn nhân, và tôi rất thân với các nạn nhân của đất nước tôi ". Cô đi du lịch quốc tế để gặp gỡ các cá nhân như phó tổng thống Hoa Kỳ Joe Biden, thủ tướng Tây Ban Nha Mariano Rajoy và Giáo hoàng Francis, để tìm kiếm sự giúp đỡ với việc thả chồng và các tù nhân chính trị khác ở Venezuela.